# Умяновиці
Умяновиці (пол. Umianowice) — село в Польщі, у гміні Кіє Піньчовського повіту Свентокшиського воєводства.
Населення — 333 особи (2011).
У 1975-1998 роках село належало до Келецького воєводства.

## Демографія
Демографічна структура на день 31 березня 2011 року:
|          | Загалом | Допрацездатний вік | Працездатний вік | Постпрацездатний вік |
| -------- | ------- | ------------------ | ---------------- | -------------------- |
| Чоловіки | 170     | 22                 | 116              | 32                   |
| Жінки    | 163     | 14                 | 88               | 61                   |
| Разом    | 333     | 36                 | 204              | 93                   |